# 黑翅草雁
黑翅草雁（学名：Chloephaga melanoptera），是雁形目鸭科的一种鸟类。

## 特征
黑翅草雁体重约2037克，翼长约431.7毫米，嘴峰长约40.7毫米，喙宽度约17.6毫米，喙厚度约14.5毫米，跗蹠长约74.4毫米，尾长约137.3毫米。黑翅草雁是部分迁徙的鸟类，其栖息在开放的湖泊、沼泽等湿地环境中，食性为草食性，主要食物来源是陆生植物。

## 分布
安第斯山脉，自秘鲁南部到阿根廷西北部和智利中部。